# انجمن قلب آمریکا

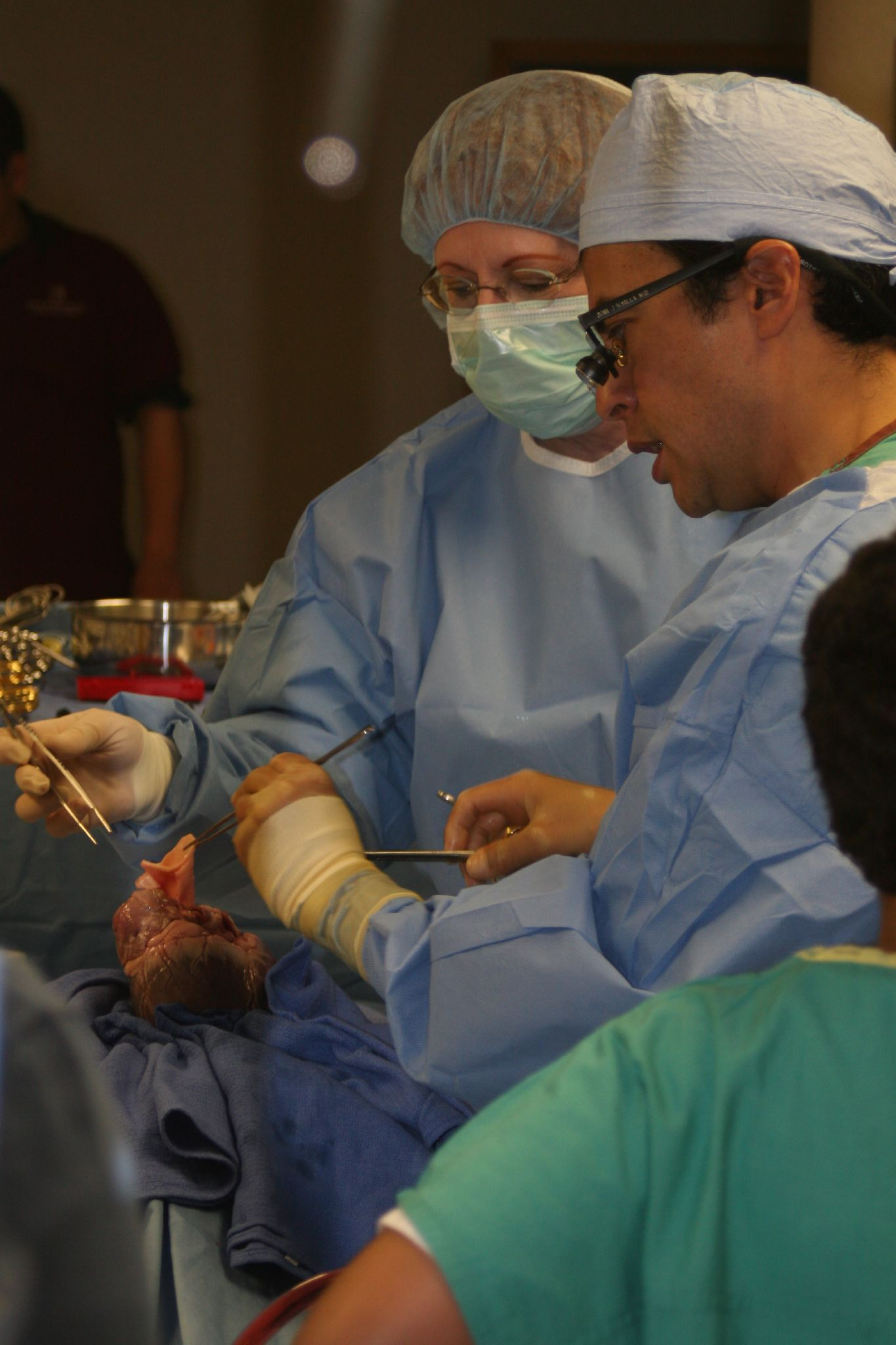

انجمن قلب آمریکا (به انگلیسی: The American Heart Association) تأسیس ۱۹۲۴، یک سازمان غیردولتی و بزرگ‌ترین سازمان حرفه‌ای آمریکا در زمینه دانش و بیماری‌های قلبیست.
این انجمن ۲۶۰۰۰ عضو دارد، و مرکز آن در شهر دالاس در تگزاس است.

## جستارهای مربوط
- مؤسسه ملی قلب، شش، و خون ایالات متحده آمریکا